# Janick Gers
Janick Robert Gers (* 27. ledna 1957 Hartlepool) je jeden z kytaristů a skladatelů heavy metalové skupiny Iron Maiden. Jeho otec Boleslaw byl důstojníkem polského námořnictva.
Byl hlavním kytaristou kapely White Spirit, poté se přidal k formaci Gillan zpěváka Deep Purple Iana Gillana. Po rozpuštění této kapely nastoupil do Gogmagog, ve které hrál společně s bývalými členy Iron Maiden Pauelm Di'Annem a Clivem Burrem. Hrál také v kapele Marillion zpěváka Fishe. V roce 1990 hrál na prvním sólovém albu Bruce Dickinsona, Tattooed Millionaire.
Během nahrávání alba byl osloven a bylo mu nabídnuto místo po Adrianu Smithovi, který Iron Maiden opustil. Po Smithově návratu do Iron Maiden v roce 1999 již Janick Gers v kapele zůstal a od té doby v Iron Maiden hrají tři kytaristi. Na kytaru hraje Janick Gers pravou rukou, ačkoliv je levák.
Janicka nejvíce ovlivnil Ritchie Blackmore a irský bluesový kytarista Rory Gallagher. Janick je známý především svojí energií na pódiu, kde často skáče a předvádí krkolomné kousky se svou kytarou, kterou během hraní obtáčí kolem těla, vyhazuje ji vysoko do vzduchu a následně s přehledem chytá.
Janick Gers je dlouhodobým zastáncem a hráčem na kytary Fender Stratocaster. Jeho kytary jsou typicky černé nebo bílé s palisandrovým hmatníkem. Jeho oblíbenou byl černý Stratocaster, který byl dárkem od Iana Gillana. V současné době Janick používá 4 Stratocastery a také elektroakustiskou kytaru Gibson Chet Atkins, na kterou hraje například skladbu Dance of Death. Janick Gers, stejně jako jeho spoluhráči Dave Murray a Adrian Smith, používá předzesilovač Marshall JMP-1 a zesilovač Marshall 9200.
Je velkým fanouškem anglického fotbalového klubu Hartlepool United FC.

## Diskografie

### Iron Maiden
- No Prayer for the Dying (1990)
- Fear of the Dark (1992)
- A Real Live One (Live, 1993)
- A Real Dead One (Live, 1993)
- Live at Donington (Live, 1993)
- The X Factor (1995)
- Virtual XI (1998)
- Brave New World (2000)
- Rock in Rio (Live, 2002)
- Dance of Death (2003)
- Death on the Road (Live, 2005)
- A Matter of Life and Death (2006)
- The Final Frontier (2010)
- The Book of Souls (2015)
- Senjutsu (2021)

### White Spirit
- White Spirit (1980)

### Gillan
- Double Trouble (1981)
- Magic (1982)

### Gogmagog
- I Will Be There EP (1985)

### Fish
- Vigil in a Wilderness of Mirrors (1990)

### Bruce Dickinson
- Tattooed Millionaire (1990)